# Thanatophilus rugosus
Thanatophilus rugosus es una especie de escarabajo carroñero del género Thanatophilus, categorizada en la tribu Silphini, de la subfamilia Silphinae. Fue descrita por Linnaeus en 1758.

## Distribución
Se distribuye por Europa: Córcega, Chequia (Bohemia, Moravia), Francia, Alemania, Italia, Luxemburgo, Polonia, Cerdeña, Sicilia, Eslovaquia y España.